# La Source (album)
La Source - składanka największych hitów francuskiej piosenkarki Nadiyi. Album wydany został 12 listopada 2007 roku, promuje go singiel "Vivre ou survivre". Płyta sprzedała się we Francji w ilości 50 000 egzemplarzy i wydana została wyłącznie na rynku francuskim.

## Lista piosenek
| #  | Piosenka            | Czas | Oryginalny album | Info                                |
| -- | ------------------- | ---- | ---------------- | ----------------------------------- |
| 1  | "La Source (Slam)"  | 0:30 |                  |                                     |
| 2  | "Vivre ou Survivre" | 3:50 |                  | Radio Edit                          |
| 3  | "Comment Oublier"   | 4:05 |                  | duet with Jio                       |
| 4  | "Tous Ces Mots"     | 3:38 | Nâdiya           | feat. Smartzee / Radio Edit         |
| 5  | "Amies-ennemies"    | 3:57 | Nâdiya           | Single Edit                         |
| 6  | "Corrida"           | 3:45 |                  |                                     |
| 7  | "El Hamdoulilah"    | 4:02 | Nâdiya           |                                     |
| 8  | "Et c'est parti..." | 4:55 | 16/9             | feat. Smartzee / Extended Version   |
| 9  | "Roc"               | 3:36 | Nâdiya           |                                     |
| 10 | "Cheyenne"          | 3:34 | Nâdiya           | Squal Mix                           |
| 11 | "Si Loin de Vous"   | 4:26 | 16/9             | Extended Mix                        |
| 12 | "À Mon Père"        | 3:32 |                  | duet with Idir / Version Acoustique |
| 13 | "Parle-moi"         | 5:08 | 16/9             | Extended Mix                        |
| 14 | "Signes"            | 3:41 | 16/9             | Extended Radio Mix                  |
| 15 | "Inch'allah"        | 4:33 | Nâdiya           |                                     |